# بیگانگان در قطار
بیگانگان در قطار (انگلیسی: Strangers on a Train) یک رمان مهیج نوشتهٔ پاتریشا های‌اسمیت است.